# Freccia Vallone 2025
La Freccia Vallone 2025, ottantanovesima edizione della corsa e valevole come diciottesima prova dell'UCI World Tour 2025 categoria 1.UWT, si svolse il 23 aprile 2025 su un percorso di 205,1 km, con partenza da Ciney ed arrivo a Huy, nella regione belga della Vallonia. La vittoria fu appannaggio dello sloveno Tadej Pogačar, il quale completò il percorso in 4h50'15", alla media di 42,398 km/h, precedendo il francese Kévin Vauquelin e il britannico Thomas Pidcock.
Accreditati alla partenza 175 ciclisti, dei quali 107 completarono la gara.

## Squadre e corridori partecipanti
| N.      | Cod. | Squadra                    |
| ------- | ---- | -------------------------- |
| 1-7     | IPT  | Israel-Premier Tech        |
| 11-17   | UAD  | UAE Team Emirates XRG      |
| 21-27   | TUD  | Tudor Pro Cycling Team     |
| 31-37   | COF  | Cofidis                    |
| 41-47   | SOQ  | Soudal Quick-Step          |
| 51-57   | ARK  | Arkéa-B&B Hotels           |
| 61-67   | RBH  | Red Bull-Bora-Hansgrohe    |
| 71-77   | Q36  | Q36.5 Pro Cycling Team     |
| 81-87   | TBV  | Bahrain Victorious         |
| 91-97   | LTK  | Lidl-Trek                  |
| 101-107 | DAT  | Decathlon AG2R La Mondial. |
| 111-117 | UXM  | Uno-X Mobility             |
| 121-127 | GFC  | Groupama-FDJ               |

| N.      | Cod. | Squadra                 |
| ------- | ---- | ----------------------- |
| 131-137 | TVL  | Team Visma-Lease a Bike |
| 141-147 | XAT  | XDS Astana Team         |
| 151-157 | EFE  | EF Education-EasyPost   |
| 161-167 | IGD  | Ineos Grenadiers        |
| 171-177 | ADC  | Alpecin-Deceuninck      |
| 181-187 | TPP  | Team Picnic PostNL      |
| 191-197 | MOV  | Movistar Team           |
| 201-207 | WB2  | Wagner Bazin WB         |
| 211-217 | LOT  | Lotto                   |
| 221-227 | JAY  | Team Jayco AlUla        |
| 231-237 | IWA  | Intermarché-Wanty       |
| 241-247 | TFB  | Team Flanders-Baloise   |

## Ordine d'arrivo (Top 10)
| Pos. | Corridore         | Squadra      | Tempo    |
| ---- | ----------------- | ------------ | -------- |
| 1    | Tadej Pogačar     | UAE          | 4h50'15" |
| 2    | Kévin Vauquelin   | Arkéa        | a 10"    |
| 3    | Thomas Pidcock    | Q36.5        | a 12"    |
| 4    | Lenny Martinez    | Bahrain      | a 13"    |
| 5    | Ben Healy         | EF Education | s.t.     |
| 6    | Santiago Buitrago | Bahrain      | a 16"    |
| 7    | Romain Grégoire   | Groupama     | s.t.     |
| 8    | Thibau Nys        | Lidl         | s.t.     |
| 9    | Remco Evenepoel   | Soudal       | s.t.     |
| 10   | Mauro Schmid      | Jayco AlUla  | a 19"    |